# Lecidella altensis
Lecidella altensis är en lavart som först beskrevs av Theodor 'Thore' Magnus Fries, och fick sitt nu gällande namn av Hannes Hertel. Lecidella altensis ingår i släktet Lecidella, och familjen Lecanoraceae. Arten är reproducerande i Sverige.